# Douglas O-46
Il Douglas O-46 fu un aereo da osservazione monomotore ad ala alta sviluppato dall'azienda aeronautica statunitense Douglas Aircraft Company negli anni trenta.
Ultima evoluzione della serie di pari ruolo realizzati dall'azienda statunitense e direttamente derivato dal Douglas O-43, venne adottato dal United States Army Air Corps (USAAC), componente aerea dell'United States Army (esercito statunitense), rimanendo in servizio dalla seconda parte degli anni trenta fino all'inizio della Seconda guerra mondiale.

## Storia del progetto
Nell'ambito di un programma di miglioramento delle caratteristiche dei propri modelli da osservazione la Douglas avviò lo sviluppo di una nuova variante derivata dal Douglas O-43. Il prototipo, indicato inizialmente come XO-46, era stato ricavato dalla 24ª cellula dell'O-43 e se ne differenziava per l'adozione di un'ala dal diverso disegno e di un motore aeronautico dalla diversa architettura, dal Curtiss V-1570 12 cilindri a V raffreddato a liquido ad un motore radiale raffreddato ad aria, il Pratt & Whitney R-1535-7.
L'USAAC emise un ordine di fornitura per 90 esemplari di serie, indicati come O-46, realizzati tra il maggio 1936 e l'aprile 1937.
Un ulteriore sviluppo proposto, una variante indicata come O-48 equipaggiata con un radiale Wright R-1670-3, non venne mai realizzato.

## Impiego operativo
Oltre agli esemplari utilizzati nei reparti dislocati negli Stati Uniti Continentali, utilizzati principalmente come aerei utility e nella formazione degli equipaggi, furono almeno undici gli O-46 che operarono all'estero. Due risultano essere rimasti distrutti nel raid dell'8 dicembre 1941 compiuto dai giapponesi su Clark Field, nelle Filippine.
In patria un incarico operativo fu svolto dal Maryland Air National Guard che utilizzò l'O-46A in missioni di pattugliamento marittimo nei tratti di costa del New Jersey alla ricerca di sottomarini nemici.
Gli esemplari rimasti vennero dichiarati obsoleti alla fine del 1942 e messi a terra.

## Esemplari attualmente esistenti
L'unico O-46A sopravvissuto, il s/n 35-179, fa parte della collezione del National Museum of the United States Air Force situato presso la  Wright-Patterson Air Force Base vicino a Dayton, Ohio.

## Utilizzatori
Filippine
- Philippine Army Air Corps

 Stati Uniti
- United States Army Air Corps